# Saudron
Saudron est une commune française située dans le département de la Haute-Marne, en région Grand Est.

## Géographie

### Localisation
Les localités les plus proches (5 km ou moins) sont Gillaumé, Bure (Meuse), Échenay et Pansey.

### Hydrographie
La commune est dans la région hydrographique « la Seine de sa source au confluent de l'Oise (exclu) » au sein du bassin Seine-Normandie. Elle est drainée par l'Orge,.
L'Orge, d'une longueur de 26 km, prend sa source dans la commune de Gillaumé et se jette  dans la Saulx à Le Bouchon-sur-Saulx, après avoir traversé neuf communes.

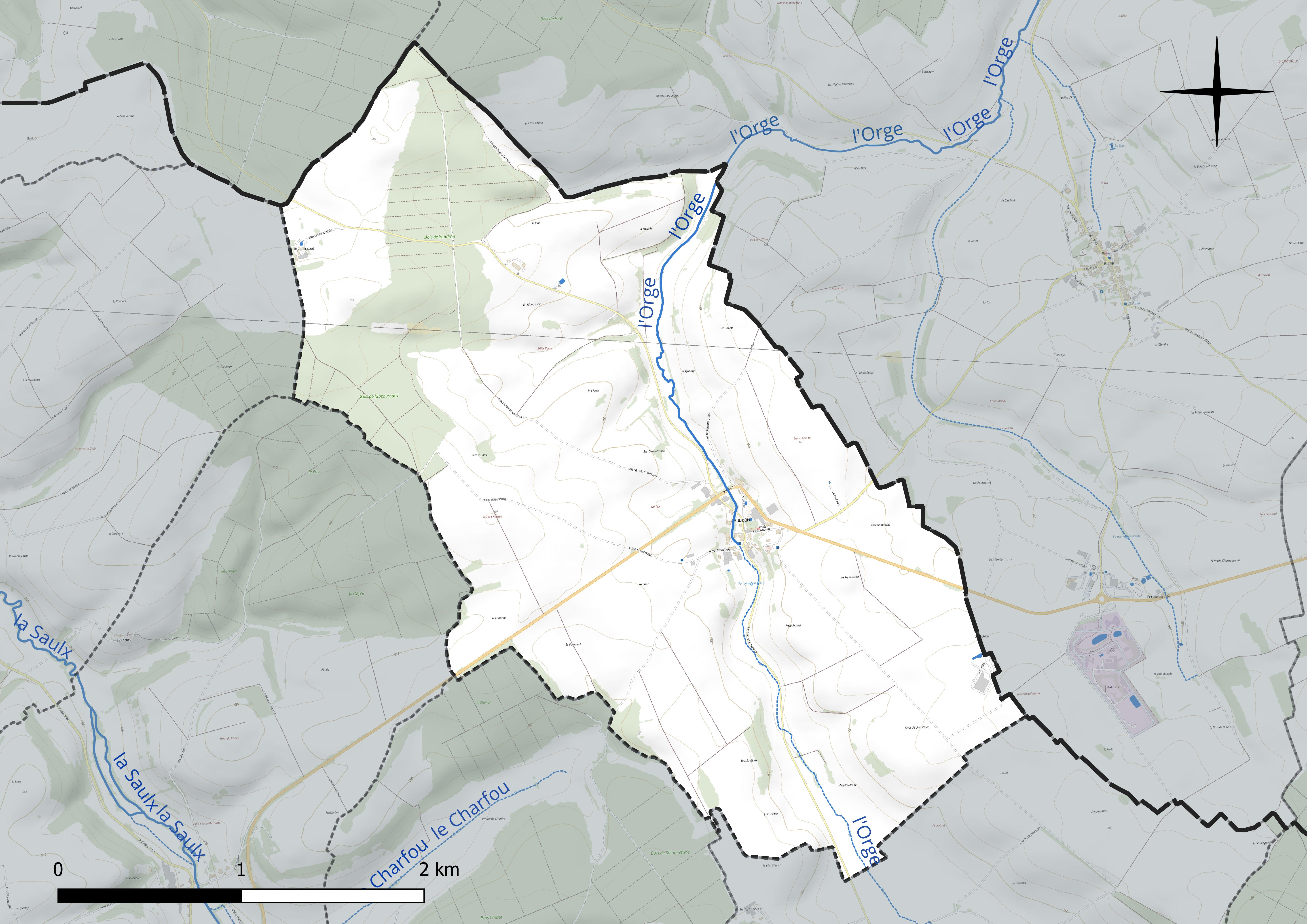
Réseau hydrographique de Saudron.

### Climat
Pour des articles plus généraux, voir Climat du Grand Est et Climat de la Haute-Marne.
En 2010, le climat de la commune est de type climat de montagne, selon une étude du Centre national de la recherche scientifique s'appuyant sur une série de données couvrant la période 1971-2000. En 2020, Météo-France publie une typologie des climats de la France métropolitaine dans laquelle la commune est exposée à un climat océanique altéré et est dans la région climatique Lorraine, plateau de Langres, Morvan, caractérisée par un hiver rude (1,5 °C), des vents modérés et des brouillards fréquents en automne et hiver.
Pour la période 1971-2000, la température annuelle moyenne est de 9,4 °C, avec une amplitude thermique annuelle de 16,6 °C. Le cumul annuel moyen de précipitations est de 1 074 mm, avec 14 jours de précipitations en janvier et 10 jours en juillet. Pour la période 1991-2020, la température moyenne annuelle observée sur la station météorologique de Météo-France la plus proche, « Cirfontaines_sapc », sur la commune de Cirfontaines-en-Ornois à 6 km à vol d'oiseau, est de 10,4 °C et le cumul annuel moyen de précipitations est de 904,1 mm. 
La température maximale relevée sur cette station est de 40 °C, atteinte le 12 août 2003 ; la température minimale est de −19,6 °C, atteinte le 6 février 1963,,.
Les paramètres climatiques de la commune ont été estimés pour le milieu du siècle (2041-2070) selon différents scénarios d'émission de gaz à effet de serre à partir des nouvelles projections climatiques de référence DRIAS-2020. Ils sont consultables sur un site dédié publié par Météo-France en novembre 2022.

## Urbanisme

### Typologie
Au 1er janvier 2024, Saudron est catégorisée commune rurale à habitat très dispersé, selon la nouvelle grille communale de densité à sept niveaux définie par l'Insee en 2022.
Elle est située hors unité urbaine et hors attraction des villes,.

### Occupation des sols
L'occupation des sols de la commune, telle qu'elle ressort de la base de données européenne d’occupation biophysique des sols Corine Land Cover (CLC), est marquée par l'importance des territoires agricoles (82,3 % en 2018), une proportion identique à celle de 1990 (82,3 %). La répartition détaillée en 2018 est la suivante : 
terres arables (60,3 %), prairies (22 %), forêts (15 %), zones urbanisées (2,7 %). L'évolution de l’occupation des sols de la commune et de ses infrastructures peut être observée sur les différentes représentations cartographiques du territoire : la carte de Cassini (XVIIIe siècle), la carte d'état-major (1820-1866) et les cartes ou photos aériennes de l'IGN pour la période actuelle (1950 à aujourd'hui).

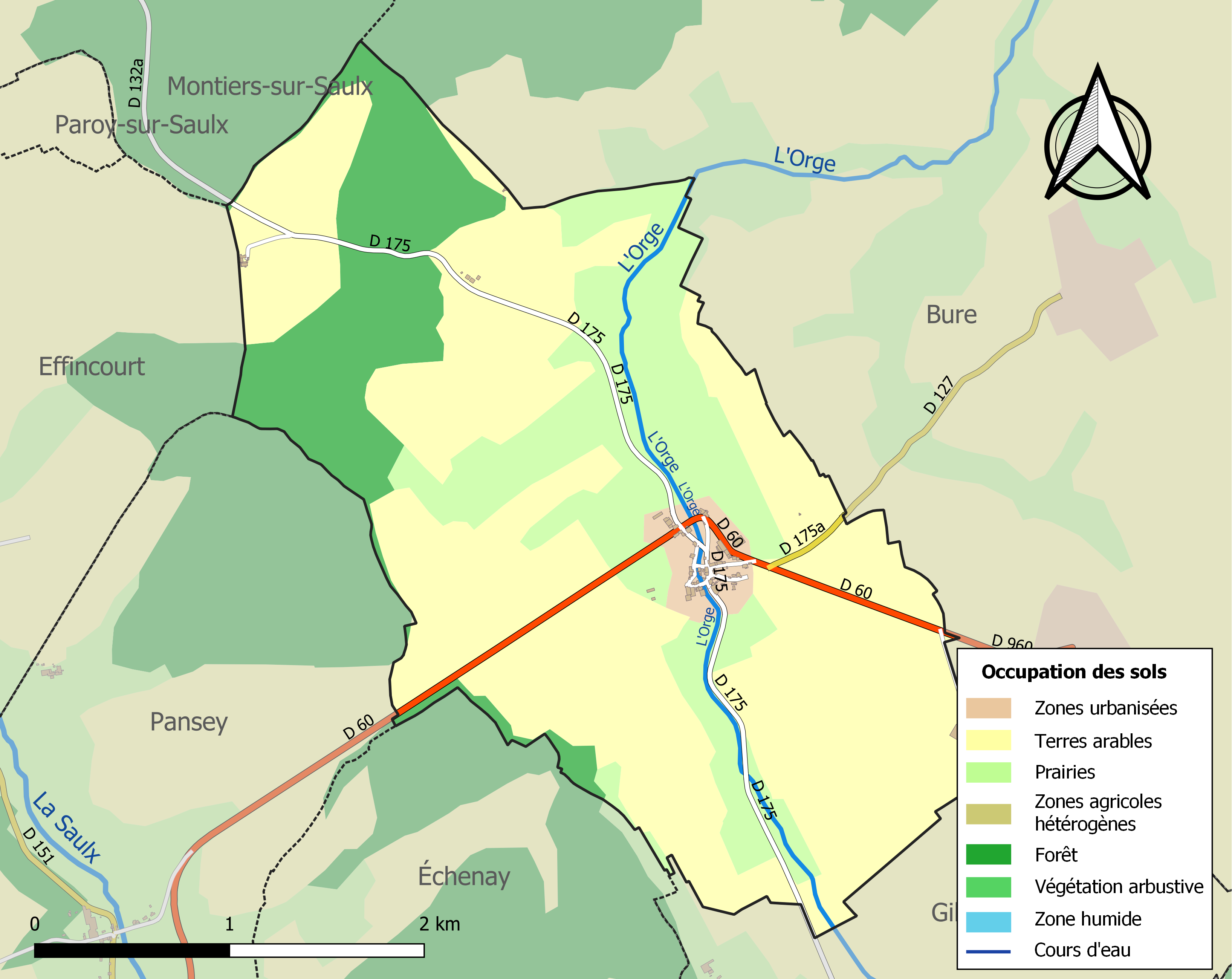
Carte des infrastructures et de l'occupation des sols de la commune en 2018 (CLC).

## Histoire
Des fouilles menées par l'INRAP ont permis de constater l'existence, aux limites de Bure, Gillaumé et Saudron, d'une enceinte néolithique de plusieurs kilomètres de circonférence datant de la première moitié du 4e millénaire avant notre ère.
Le village a beaucoup souffert des guerres au XVIe siècle.
Au moment de la Révolution il faisait partie de la principauté de Joinville.

## Politique et administration

### Liste des maires
| Période                                  | Période  | Identité               | Étiquette | Qualité |
| ---------------------------------------- | -------- | ---------------------- | --------- | ------- |
| Les données manquantes sont à compléter. |          |                        |           |         |
| 1965                                     | 2014     | Henri François         |           |         |
| 2014                                     | En cours | Jean-François Maréchal |           |         |

## Population et société

### Démographie
L'évolution du nombre d'habitants est connue à travers les recensements de la population effectués dans la commune depuis 1793. Pour les communes de moins de 10 000 habitants, une enquête de recensement portant sur toute la population est réalisée tous les cinq ans, les populations de référence des années intermédiaires étant quant à elles estimées par interpolation ou extrapolation. Pour la commune, le premier recensement exhaustif entrant dans le cadre du nouveau dispositif a été réalisé en 2005.

En 2022, la commune comptait 42 habitants, en évolution de −10,64 % par rapport à 2016 (Haute-Marne : −4,62 %, France hors Mayotte : +2,11 %).
| 1793 | 1800 | 1806 | 1821 | 1831 | 1836 | 1841 | 1846 | 1851 |
| ---- | ---- | ---- | ---- | ---- | ---- | ---- | ---- | ---- |
| 190  | 174  | 174  | 192  | 219  | 206  | 210  | 212  | 204  |

| 1856 | 1861 | 1866 | 1872 | 1876 | 1881 | 1886 | 1891 | 1896 |
| ---- | ---- | ---- | ---- | ---- | ---- | ---- | ---- | ---- |
| 174  | 207  | 207  | 176  | 175  | 167  | 164  | 163  | 141  |

| 1901 | 1906 | 1911 | 1921 | 1926 | 1931 | 1936 | 1946 | 1954 |
| ---- | ---- | ---- | ---- | ---- | ---- | ---- | ---- | ---- |
| 159  | 139  | 138  | 131  | 127  | 104  | 99   | 85   | 86   |

| 1962 | 1968 | 1975 | 1982 | 1990 | 1999 | 2005 | 2006 | 2010 |
| ---- | ---- | ---- | ---- | ---- | ---- | ---- | ---- | ---- |
| 83   | 65   | 55   | 46   | 38   | 39   | 35   | 35   | 35   |

| 2015 | 2020 | 2022 | - | - | - | - | - | - |
| ---- | ---- | ---- | - | - | - | - | - | - |
| 45   | 44   | 42   | - | - | - | - | - | - |

## Économie
L'agriculture (céréales) et l'élevage (bovins, ovins) caractérisent la commune.

### Stockage des déchets nucléaires

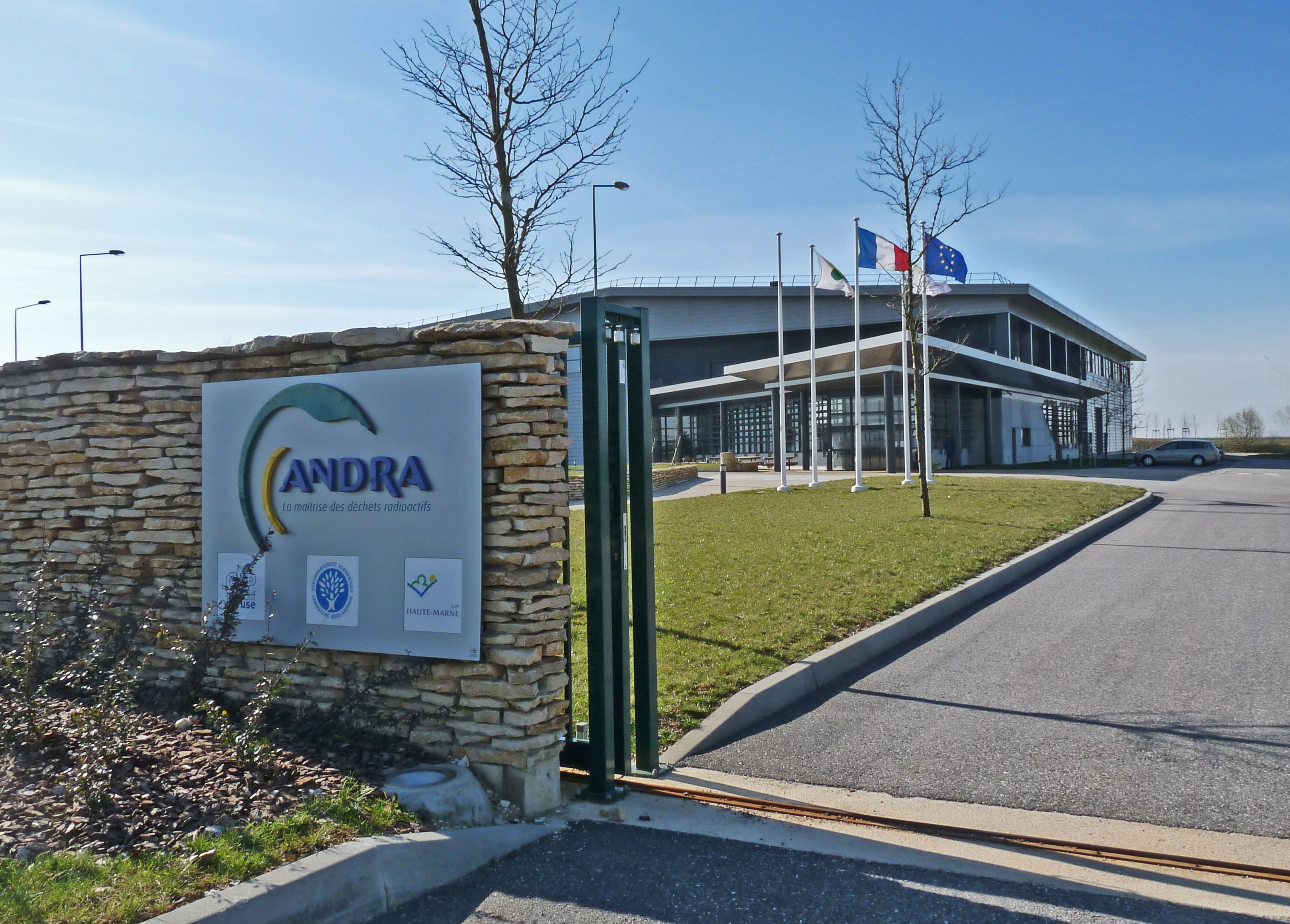
Espace technologique de l'ANDRA.

En application de la loi du 28 juin 2006 sur les déchets nucléaires, l'ANDRA étudie la construction d'un site de stockage des déchets nucléaires sur une zone de 200 km2 autour de Bure (Meuse), dont la commune de Saudron fait partie.
Pendant les travaux de construction du Laboratoire de recherche de l'ANDRA, un village d'entreprises avait été installé sur le territoire de la commune pour accueillir les sociétés et le personnel intervenant sur le site. Depuis 2009, Saudron accueille l'Espace technologique construit par l'ANDRA pour informer le public.

### Site de biocarburant de deuxième génération
Un projet de site de production de carburants liquides à partir de biomasse forestière selon le procédé Fischer-Tropsch a été étudié par le CEA qui a acquis 35 hectares sur le territoire de la commune pour y construire une plateforme technologique. Toutefois, en 2016, le comité de haut niveau de Cigéo a émis des doutes sur la viabilité économique du projet et celui-ci est donc suspendu.

## Culture locale et patrimoine

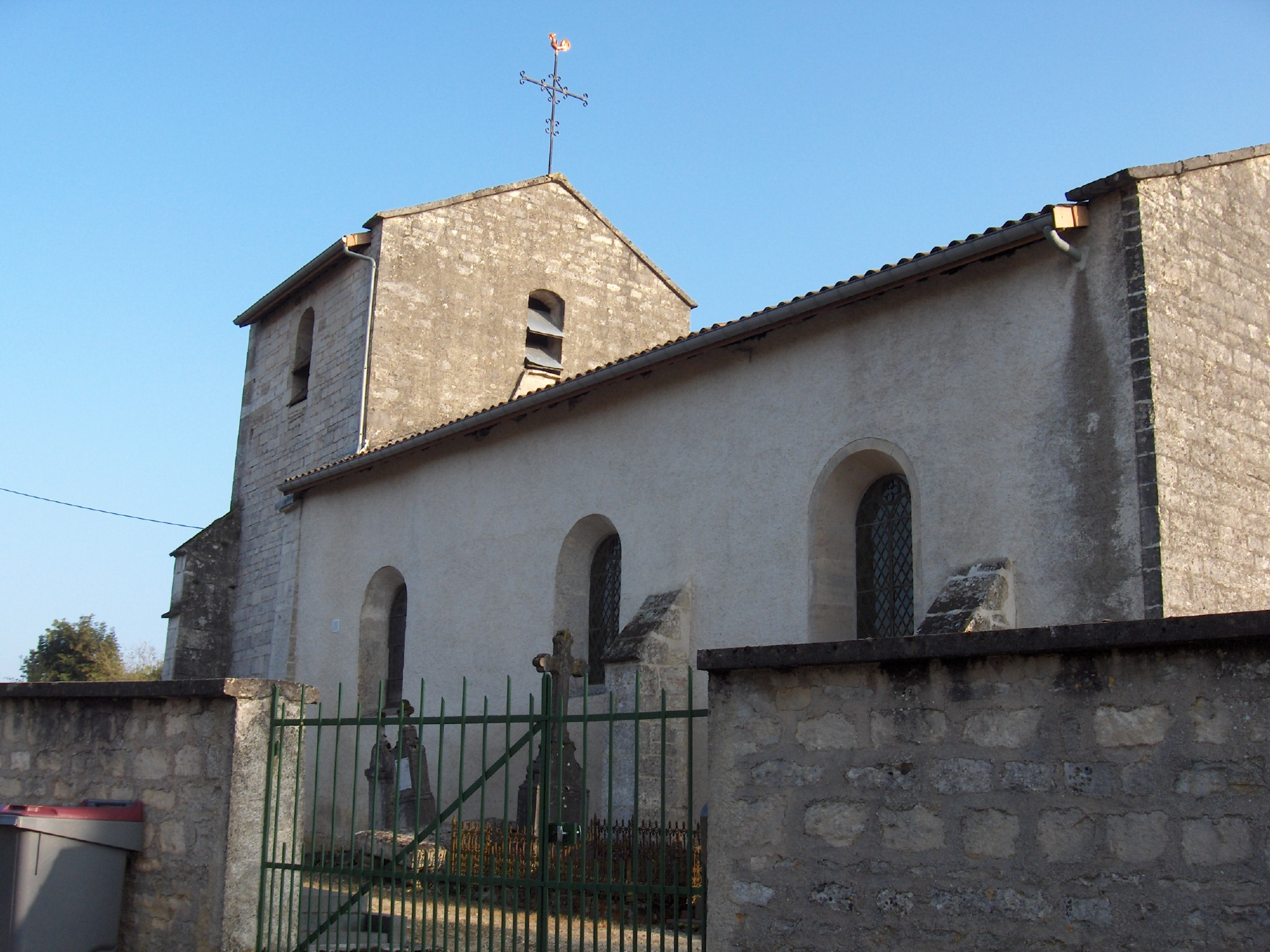
L'église Saint-Félix.

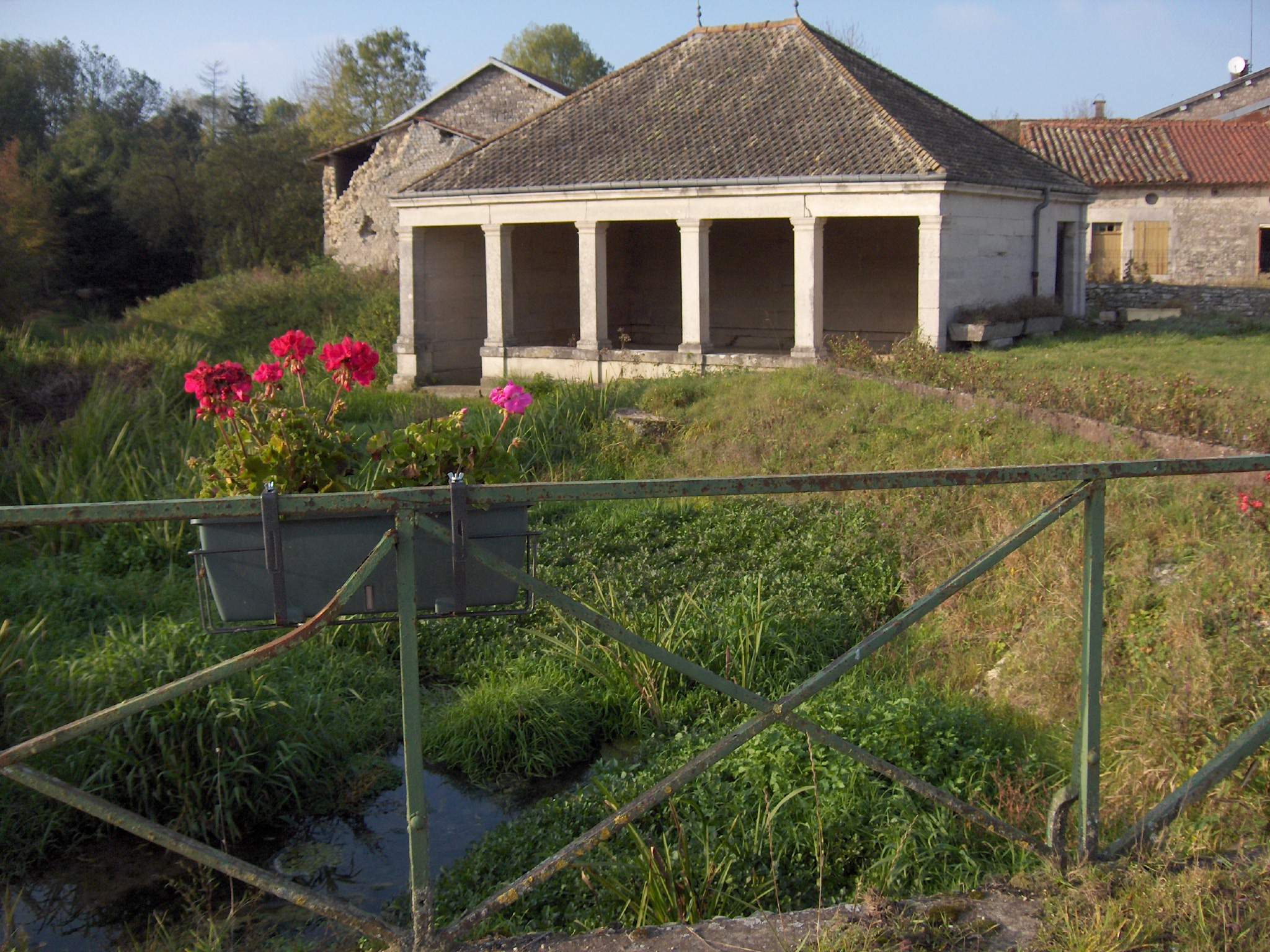
Le lavoir au bord de l'Orge.

### Lieux et monuments
- L'église est dédiée à saint Félix, prêtre et martyr. La fête patronale se célèbre le 14 janvier.

Le chœur de l'édifice date du XVIIe siècle. Une épitaphe comporte une fresque du XVIe siècle.
- Lavoir au bord de l'Orge.